# Popiersie Stanisława Wyspiańskiego w Warszawie
Popiersie Stanisława Wyspiańskiego – pomnik Stanisława Wyspiańskiego w Łazienkach Królewskich w Warszawie.

## Opis
Pomnik znajduje się przy alejce wiodącej do Amfiteatru od strony południowej, nad brzegiem Stawu Południowego Dolnego. Składa się z czworościennego, murowanego postumentu i ustawionego na nim gipsowego popiersia Stanisława Wyspiańskiego. Na cokole widnieje napis: STANISŁAW WYSPIAŃSKI. Popiersiem opiekuje się Muzeum Łazienki Królewskie w Warszawie.
Monument jest repliką rzeźby Apolinarego Głowińskiego (1884–1945). Inicjatorem ustawienia pomnika Wyspiańskiego w Łazienkach był Janusz Zakrzeński. Uroczystość odsłonięcia rzeźby miała miejsce w roku 2004.
Popiersie przedstawia wybitnego polskiego dramaturga i artystę przełomu XIX i XX wieku – Stanisława Wyspiańskiego. Apolinary Głowiński wzorował się na autoportretach Wyspiańskiego, jednocześnie stylizując rzeźbę w duchu secesji (charakterystyczne dla tego kierunku modelowanie włosów i rysów twarzy). Na piersi wyryto sygnaturę (inicjały SW), którą artysta regularnie znakował swoje dzieła plastyczne.
Obecność popiersia dramaturga krakowskiego na terenie Łazienek, w pobliżu Amfiteatru, wiąże się z twórczością literacką Wyspiańskiego, inspirowaną jego osobistą wizytą w Łazienkach (1898) oraz wydarzeniami powstania listopadowego, które swój początek wzięły w tym miejscu. Bezpośrednim rezultatem fascynacji klimatem Łazienek i lektury dzieł historycznych o insurekcji 1830 roku (m.in. Stanisława Barzykowskiego), był dramat Noc listopadowa, którego akcję Wyspiański umieścił m.in. w parku, Podchorążówce, Belwederze i Amfiteatrze (sceny I−IV, VIII, IX). Jego telewizyjnej adaptacji podjął się w roku 1978 reżyser Andrzej Wajda. Większość scen Nocy listopadowej także zrealizowano na terenie Łazienek.